# دیگری (رمان)
دیگری (ژاپنی: アナザー هپبورن: Anazā) یک رمان ترسناک و معمایی ژاپنی نوشته یوکیتو آیاتسوجی است که، در ۲۹ اکتبر ۲۰۰۹ توسط انتشارات کادوکاوا شوتن عرضه گردیده است. داستان درباره پسری ۱۵ ساله به نام کویچی ساکاکیبارا است که به تازگی به دبیرستان یومیاما در کلاس ۳، منتقل شده و در آنجا با دختری تنها و مرموز، دارای یک چشم بند به نام می میساکی آشنا می‌شود. او به رفتار همکلاسی‌های خود مشکوک شده و خود را درگیر مسئله‌ای می‌کند که باعث کشته شدن بی‌دلیل همکلاسی‌های خود می‌شود.
بر پایه این رمان، یک مجموعه مانگا توسط هیرو کیوهارا مصورسازی شده‌است که از آوریل ۲۰۱۰ تا ژانویه ۲۰۱۲ در مجله یانگ ایس عرضه گردید. یک مجموعه تلویزیونی انیمه ۱۲ قسمتی به کارگردانی سوتومو میزوشیما و توسط استودیو پی.ای. ورکس در ژاپن تهیه گردید که از ۹ ژانویه ۲۰۱۲ شروع شده، و تا ۲۷ مارس ۲۰۱۲ ادامه داشت. یک فیلم لایو اکشن نیز به همین نام در ۴ اوت ۲۰۱۲ در ژاپن به نمایش درآمد.

## داستان
۲۶ سال قبل در سال ۱۹۷۲، اتفاق ناگواری در کلاس سوم دبیرستان شمالی یومیئاما رخ داد. یک دانش آموز بااستعداد و محبوب به نام میساکی به طور ناگهانی درگذشت و مرگ او باعث شد از آن زمان به بعد، ترس تمام وجود دانش آموزان کلاس ۳-۳ را فرابگیرد و همه به گونه‌ای رفتار می‌کردند که میساکی هنوز زنده است. در بهار سال ۱۹۹۸، پسری ۱۵ ساله به نام کوایچی ساکاکیبارا به کلاس ۳-۳ منتقل شد. مادر او در هنگام زایمان جان خود را از دست داده بود و او تنها فرزند در خانواده ساکاکیبارا بود. کوایچی با یک دختر مرموز به نام می میساکی آشنا شد که به نظر می‌رسید بقیه دانش آموزان او را نادیده می‌گیرند. چیزی طول نکشید که کلاس ۳-۳ درگیر اتفاقاتی شد که دانش آموزان یا افرادی که به این کلاس مربوط بودند را به کام مرگ می‌کشید. آن‌ها دریافتند که این مرگ‌ها همه با دانش‌آموز میساکی در سال ۱۹۷۲ مرتبط است، و این وظیفه کوایچی و می است که علت این مرگ‌های اسرارآمیز را کشف کرده و قبل از اینکه افراد بیشتری را به کام مرگ بکشاند، راهی برای جلوگیری از آن پیدا کنند.